# 塘朗车辆段
22°35′20″N 113°59′28″E / 22.589°N 113.991°E
塘朗车辆段是深圳地铁5號綫的车辆段，位于深圳市南山区桃源街道塘朗山脚下。车辆段北侧紧邻留仙大道和地铁塘朗站，南侧为塘朗山和平南铁路，毗邻深圳大学城和南方科技大学，有着良好的生态资源。车辆段总占地面积37.82公顷，东西绵延2.14公里，南北最宽处280米，总占地面积37.82公顷，是深圳地铁最大的车辆段。

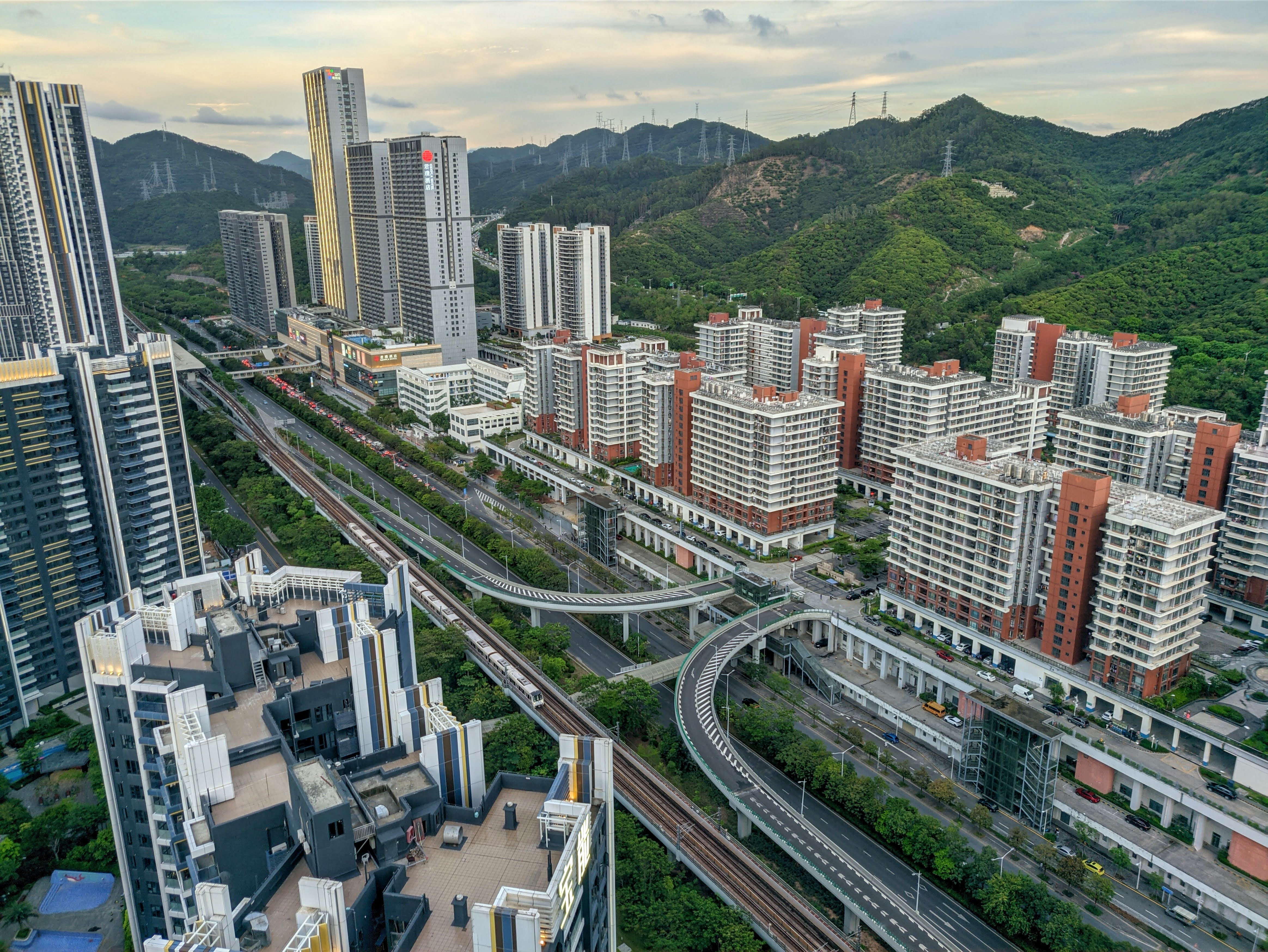
塘朗车辆段及其上盖开发，图片从左至右分别为宝能城（不属于车辆段上盖开发），五号线高架桥，塘朗城，南方科技大学第二附属小学，朗麓家园

从塘朗山上俯瞰塘朗车辆段及长岭陂水库

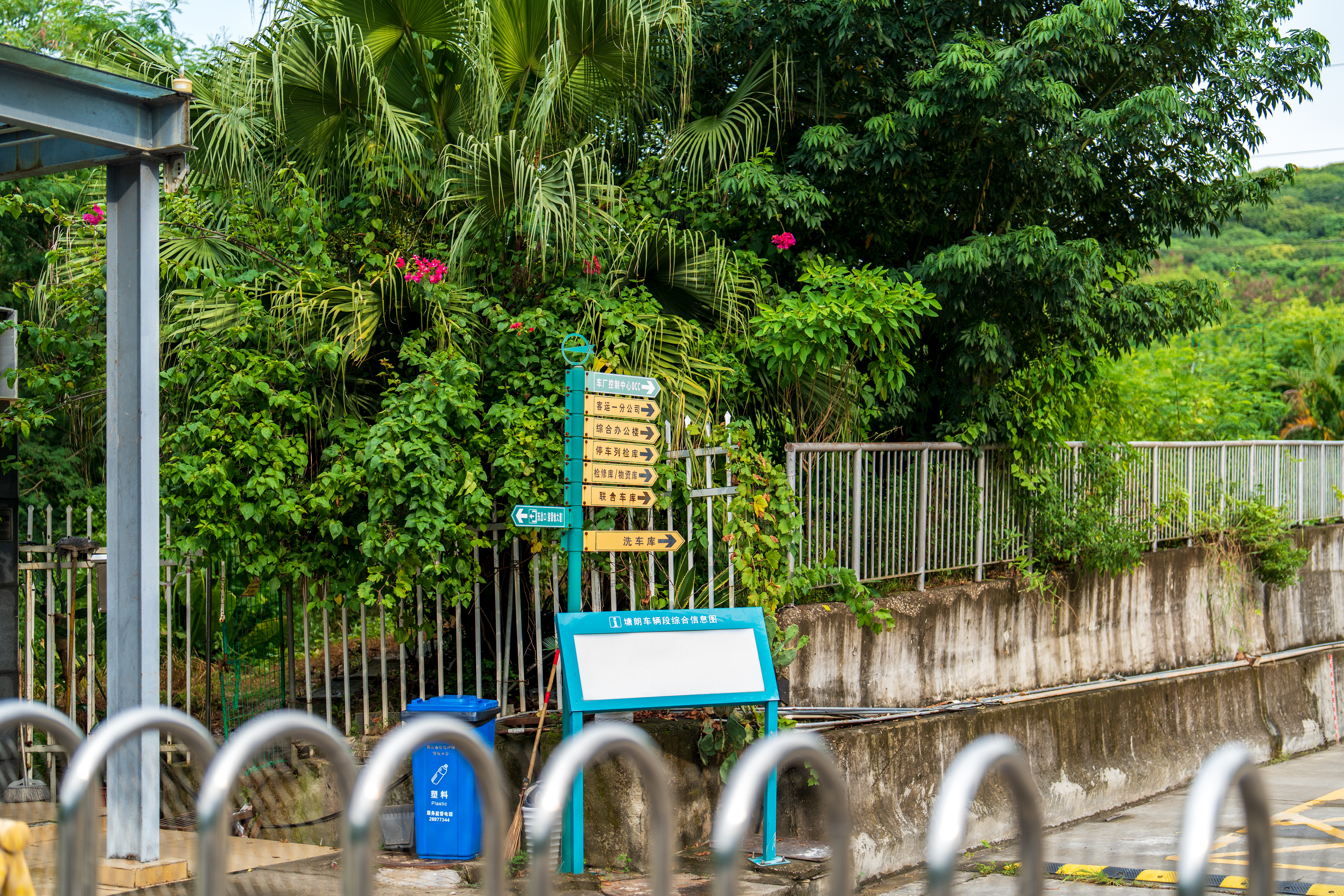
塘朗车辆段东出口

塘朗车辆段所在地原为平南铁路。在塘朗车辆段建设中将平南铁路向南改移至车辆段外侧，并预留设置会让站（塘朗站）的条件。车辆段南侧的试车线外预留了与平南铁路的联络线，这也是深圳地铁预留的与国铁之间唯一的一处联络线，以便運送新地鐵列車。
塘朗车辆段承担5號綫部分车辆运用、定临修和设备维修、物资供应。而车辆大、架修由1號綫的前海湾车辆段承担。
塘朗车辆段将进行上盖物业开发。项目总用地面积23.5万平方米，总建筑面积约为70万平方米，分A、B、C、D、E及F六个分区进行开发建设。其中A区为白地商业开发区，命名為塘朗城廣場，由深圳地鐵集團與深業集團共同開發，已於2019年7月26日開業；B区和D区同属为保障性住房开发区，命名為朗麓家園；C区用于建设小学（南方科技大學第二附屬小學）。项目建设内容主要为：17栋保障性住房、3栋商品房、1栋办公酒店、1栋商务公寓、1所24班小学、2栋幼儿园及相关商业、公共配套等。至於F區則為5幢商品房，名為閱山境花園，部分面積撥作人才住房之用。